# Jacek Siciński
Jacek Siciński (ur. 14 marca 1950 w Pabianicach) – polski zoolog, hydrobiolog, oceanobiolog i polarnik; profesor nauk biologicznych, pracownik naukowo - dydaktyczny Uniwersytetu Łódzkiego (UŁ).

## Życiorys
Po ukończeniu nauki w Szkole Podstawowej nr 14 im. Stanisława Staszica w Pabianicach, został przyjęty do  I Liceum Ogólnokształcącego im. Jędrzeja Śniadeckiego w Pabianicach, w którym otrzymał świadectwo dojrzałości w 1968. W tym samym roku rozpoczął studia na Wydziale Biologii i Nauk o Ziemi UŁ, które ukończył w 1973 z tytułem magistra biologii. Zawodową karierę (od asystenta do profesora) związał z tą uczelnią, z Katedrą Zoologii Bezkręgowców i Hydrobiologii, którą kierował od 2008 do 2020.
Początkowo skupiał się nad zagadnieniami związanymi z biologią i ekologią wód śródlądowych. Specjalizował się zwłaszcza w entomologii wodnej. Zainteresowania wodnymi owadami zaowocowały serią prac naukowych, dotyczących biologii i ekologii muchówek, głównie ochotkowatych (Chironomidae), rzek środkowej Polski; udziałem w realizacji europejskiego projektu STAR (Standardisation of river classifications: framework metod for calibrating different biological survey results against ecological quality classifications to be developer for the Water Framework Directive) w latach 2002–2004, opracowaniem rozdziałów, dotyczących Chironomidae w serii Fauna Polski wydanej przez Muzeum i Instytut Zoologii Polskiej Akademii Nauk (PAN) oraz udział w projekcie The Fauna Europaea (FaEu) database project.
W latach 1979–2007 brał udział w pięciu polarnych ekspedycjach. Był ich organizatorem oraz autorem lub współautorem programów naukowych. Efektem udziału w naukowych ekspedycjach polarnych (w tym dwu zimowaniach na Stacji Antarktycznej PAN im. Henryka Arctowskiego na wyspie King George) była seria publikacji o ekologii zespołów antarktycznego zoobentosu i zooplanktonie. Był współautorem Ramowego Narodowego Programu Badań Polarnych 2002 – 2010. Stworzył i kierował w latach 2007–2010 dużym, związanym z Międzynarodowym Rokiem Polarnym, polskim projektem pt. Strukturalne i ekofunkcjonalne aspekty różnorodności zespołów dna morskiego Antarktyki Zachodniej ze szczególnym uwzględnieniem Zatoki Admiralicji. Stopień dr hab. nauk biologicznych uzyskał w roku 1999 na podstawie rozprawy o wieloszczetach Zatoki Admiralicji (Antarktyka) zaś tytuł naukowy profesora w roku 2009.
Był członkiem międzynarodowej grupy ekspertów projektu SCAR-MarBIN (Scientific Committee on Antarctic Research Marine Biodiversity Information Network) i uczestnikiem międzynarodowego projektu CAML (Census of Antarctic Marine Life). Naukowa współpraca międzynarodowa to oprócz ww. inicjatyw związki naukowe z instytucjami Francji (Centre d’Oceanologie de Marseille - Station Marine d’Endoume), Belgii (Institut Royal des Sciences Naturelles de Belgique) i Norwegii (Institute of Marine Research w Bergen). W 1991 na zaproszenie rządu francuskiego przebywał w Stadion Marine d’Endoume (Marsylia) i w Université Catholique de l’Ouest (Angers), gdzie opracował kolekcję wieloszczetów zebranych przez Francuską Ekspedycję Oceanograficzną MD/30 BIOMASS na statku Marion Dufresne w rejon Wysp Crozeta w subantarktyce.
W latach 1999–2016 był członkiem Komitetu Zoologii PAN; od 2003 jest członkiem Komitetu Badań Polarnych przy Prezydium PAN (w latach 2003–2007 pełnił funkcję Sekretarza Naukowego tego komitetu); od maja 2009 jest członkiem Międzywydziałowego Zespołu Eksperckiego ds. Badań Polarnych PAN. W latach 2004–2010 współredagował kwartalnik Polish Polar Research, jest członkiem rady redakcyjnej tego czasopisma.
W latach 2013–2020 był członkiem Centralnej Komisji ds. Stopni i Tytułów Naukowych w Sekcji III Nauk Biologicznych, Rolniczych i Leśnych. 
Na naukowy dorobek prof. Sicińskiego  składa się niemal 200 pozycji, obejmujących oryginalne prace naukowe, publikacje popularnonaukowe, artykuły przeglądowe, monografie, ekspertyzy i inne, dotyczące zwłaszcza biologii oraz ekologii morskich i słodkowodnych zwierząt bezkręgowych. Jest także autorem rozdziału o pierścienicach i grupach pokrewnych w akademickim podręczniku zoologii PWN pod redakcją Czesława Błaszaka. Wypromował czterech doktorów nauk biologicznych.
Jest członkiem Rady Programowej Uniwersytetu Trzeciego Wieku w Pabianicach od początku jej istnienia tj. od 2011.

## Nagrody i odznaczenia
- 1997 – Złota Odznaka Uniwersytetu Łódzkiego
- 1999 – Złoty Krzyż Zasługi
- 2006 – Medal UNIWERSYTET ŁÓDZKI W SŁUŻBIE SPOŁECZEŃSTWU I NAUCE z okazji 61-lecia Uniwersytetu Łódzkiego (uchwałą Senatu UŁ z dn. 10 kwietnia 2006).
- 2017 - Złoty Medal za Długoletnią Służbę